# Faculté de médecine, de pharmacie et de médecine dentaire de Fès
 (juillet 2022).
La Faculté de Médecine, de Pharmacie et de Médecine Dentaire de Fès (abrégée FMPDF) est un établissement d'enseignement supérieur public affilié à l'Université Sidi Mohamed Ben Abdellah (USMBA) de Fès. Il offre des études dans le domaine de la médecine, de la médecine dentaire de la pharmacie.

## Fondation
Sa création vise essentiellement à :  
- Décentraliser l'enseignement médical et améliorer son niveau,
- Créer parallèlement le Centre Hospitalier Universitaire Hassan II[1],[2] pour la formation et les soins de niveau tertiaire,
- Susciter la recherche clinique et créer des pôles d’excellence,
- Favoriser ultérieurement l’implantation des médecins dans leur région pour une couverture médicale homogène du Maroc.

## Concours d'accès aux études médicales
L’accès aux études médicales est ouvert aux élèves d'enseignement secondaires civils, titulaires d’un baccalauréat scientifique; relevant des académies de la région Fès-Meknès : Fès, Moulay Yacoub, Sefrou, Boulemane, Meknès, Alhajeb, Ifrane, Khénifra, Midelt, Errachidia, Taounate

## Diplômes
La Faculté de Médecine et de Pharmacie assure la préparation et la délivrance des diplômes nationaux suivants :
- Diplôme de Docteur en Médecine : 6 années d’études avec un Système LMD "Hybride", à devenir en 6 ans selon le ministère de l'enseignement supérieur du Maroc[4].
- Diplôme de Docteur en Pharmacie : 6 années d’études avec un Système LMD "Hybride".
- Diplômes de Spécialité : 3 à 5 années d’études selon la spécialité dans 35 disciplines à travers les catégories Médicales, Chirurgicales et Biologiques.
- Diplôme de Docteur En Sciences : Formation doctorale (PhD) en: Sciences Médicales, Recherche Translationnelle, et dans d'autres disciplines...
- Diplômes universitaires (DU) : dans différentes disciplines.

## Associations

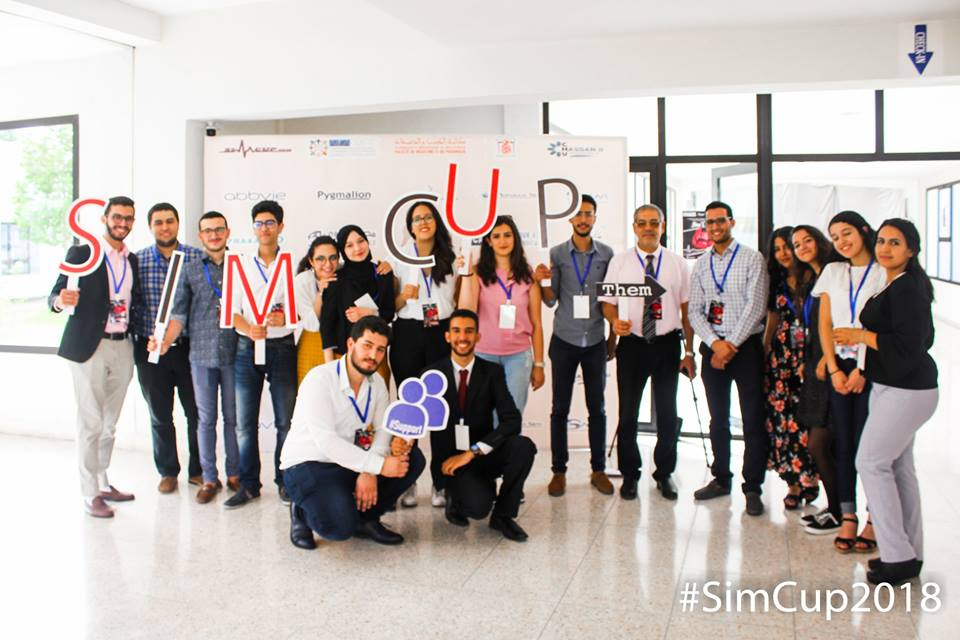
Une photo regroupant le comité organisateur de la SIMCUP 2018, émanant de l'ACAFMPF avec Sidi Adil IBRAHIMI, doyen de la Faculté de Médecine et de Pharmacie de Fès.

### Association des Clubs et Associations de la FMPF
L'Association des Clubs et Associations de la Faculté  de Médecine et de Pharmacie de Fès (abrégée ACAFMPF) a été fondée par l’ensemble des associations et clubs en premier lieu pendant l'année 2015 sous le nom de l’Union Associative de la FMPF puis officiellement le 16 novembre 2017.
L'association organise et supporte plusieurs manifestations et causes comme le don de sang, les olympiades nationales de médecine, la SIMCUP 2018, les journées d'intégration des étudiants, des tournois sportifs, les journées scientifiques Fès-Dakar 2018.

### Conseil des étudiants en Médecine de Fès

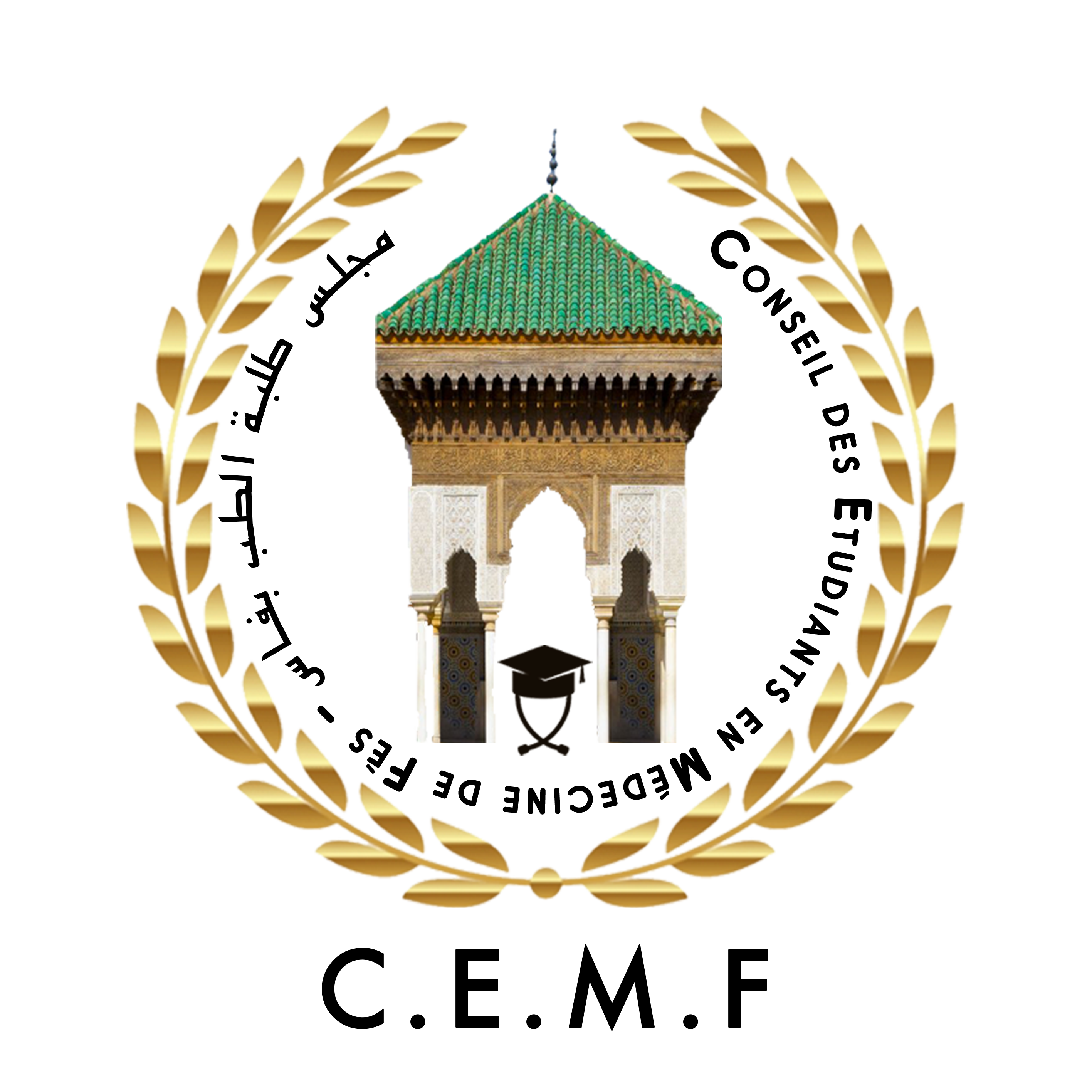
Logo du Conseil des Étudiants en Médecine de Fès comme revu en 2020 par le bureau

Le Conseil des étudiants en Médecine de Fès (abrégé CEMF) est une organisation sous forme de bureau des étudiants qui vise à défendre l'intérêt commun des étudiants de médecine de Fès à travers les représentants élus de chaque promotion, le CEMF a été fondé en 2010 par un regroupement d'étudiants, et fut l'interlocuteur entre le décanat et les étudiants en ce qui concerne les affaires pédagogiques et scolaires, le CEMF est membre de droit de la Commission nationale des étudiants en médecine, médecine dentaire et en pharmacie du Maroc et participe à sa gouvernance à travers ses membres représentés[réf. nécessaire].

### Association Médicale des Sports et des Arts
L'Association Médicale des Sports et des Arts (abrégée AMSA) a été fondée par des étudiants en médecine vers 2013. D’abord intitulée ASMF (Association Sportive des Médecins de Fès), l’idée d’intégrer Culture et Arts au champ d’action a imposé le changement vers « AMSA » durant l’année 2016. L'AMSA comporte actuellement 9 clubs[réf. nécessaire].